# Васирук, Михаил Степанович
Михаил Степанович Васирук (род. 20 ноября 1951 года в Кременце) — украинский тренер по лёгкой атлетике, педагог, спортивный деятель. Заслуженный тренер Украины (2007).

## Биография
Родился 20 ноября 1951 года в городе Кременец, Тернопольская область, УССР.
Окончил факультет физического воспитания Тернопольского педагогического института (по одним данным, в 1973 году, по другим — в 1977; ныне Тернопольский национальный педагогический университет имени Владимира Гнатюка).
С 1975 года работал преподавателем Тернопольской ДЮСШ «Колос». Работал в спортивном клубе в городе Сплит (Хорватия), где создал детскую спортивную школу. Президент детского клуба «Кенгуру».
С 1999 года (по другим данным с 2000 года) — преподаватель кафедры лёгкой атлетики факультета физического воспитания ТНПУ. Позже — ассистент кафедры теории и методики олимпийского и профессионального спорта этого же вуза.
Тренировал бронзовых призёров юниорских чемпионатов Европы Н. Шимон и Д. Мышко, чемпионов мира Бланку Влашич (Хорватия, прыжки в высоту) и Н. Сеника (среди спортсменов с нарушением опорно-двигательного аппарата). Подготовил трёх мастеров спорта Украины по лёгкой атлетике, в частности, члена сборной Украины Сергея Крука.
В 2007 и 2014 году отмечен как один из лучших тренеров-легкоатлетов Тернопольской области.